# Conistra robusta
Conistra robusta là một loài bướm đêm trong họ Noctuidae.